# Distretto di Turčianske Teplice
Il distretto di Turčianske Teplice (okres Turčianske Teplice) è un distretto della regione di Žilina, nella Slovacchia centrale.
Fino al 1918, il distretto faceva parte del comitato di Turóc.

## Geografia antropica
Il distretto è composto da 1 città e 25 comuni:

### Città
- Turčianske Teplice

### Comuni
- Abramová
- Blažovce
- Bodorová
- Borcová
- Brieštie
- Budiš
- Čremošné
- Dubové
- Háj
- Horná Štubňa
- Ivančiná
- Jasenovo
- Jazernica

- Kaľamenová
- Liešno
- Malý Čepčín
- Moškovec
- Mošovce
- Ondrašová
- Rakša
- Rudno
- Sklené
- Slovenské Pravno
- Turček
- Veľký Čepčín